# Marzelān
Marzelān (persiska: مرزلان, Marzelān-e Moḩammad Morād) är en ort i Iran.   Den ligger i provinsen Kermanshah, i den västra delen av landet, 500 km väster om huvudstaden Teheran. Marzelān ligger 1 367 meter över havet och antalet invånare är 135.
Terrängen runt Marzelān är kuperad norrut, men söderut är den bergig. Terrängen runt Marzelān sluttar norrut. Runt Marzelān är det ganska tätbefolkat, med 60 invånare per kvadratkilometer. Närmaste större samhälle är Cheshm-e Zereshk Esperī, 3,2 km norr om Marzelān. Omgivningarna runt Marzelān är i huvudsak ett öppet busklandskap.